# PvP-server
Een PvP-server (Player versus Player-server) is een type online game-server die speciaal gericht is op speler-tegen-speler-gevechten (PvP). PvP-servers komen voor in verschillende multiplayergames, waaronder populaire MMORPG’s als MU Online, World of Warcraft en Lineage II. Op deze servers staat directe competitie tussen spelers centraal, in plaats van uitsluitend samenwerkingen tegen computergestuurde tegenstanders.

## PvP-mechanica
Op PvP-servers ligt de nadruk op speler-tegen-speler-gevechten (Player versus Player). Spelers kunnen elkaar rechtstreeks uitdagen of aanvallen, afhankelijk van de spelregels en instellingen van de server. Veel online games bieden verschillende PvP-modi, waaronder individuele duels, grootschalige gevechten tussen groepen of gilden, en open wereld PvP waar spelers elkaar buiten bepaalde veilige zones kunnen aanvallen. Georganiseerde evenementen, zoals toernooien of belegeringen, komen eveneens vaak voor en stimuleren zowel competitie als samenwerking binnen de spelersgemeenschap. De aanwezigheid van PvP-mechanica zorgt doorgaans voor een dynamische spelomgeving, waarin strategie, uitrusting en kennis van het spel een belangrijke rol spelen.

## Klassen en PvP-balans
In veel online games die PvP-servers aanbieden, kunnen spelers kiezen uit verschillende klassen of personagetypes, elk met unieke eigenschappen, vaardigheden en speelstijlen. Iedere klasse heeft doorgaans eigen sterke en zwakke punten in speler-tegen-speler-gevechten. Hierdoor ontstaat er een vorm van balans waarbij bepaalde klassen effectief zijn tegen specifieke tegenstanders, maar juist kwetsbaar kunnen zijn tegenover anderen. Dit concept, ook wel "rock-paper-scissors"-balans genoemd, draagt bij aan een gevarieerde en strategische PvP-ervaring.
Naast de gekozen klasse spelen uitrusting, vaardigheidsopbouw en strategie een grote rol in het succes van PvP-gevechten. Veel spelers passen hun uitrusting of vaardigheidsindeling aan op basis van de verwachte tegenstanders of het type PvP-evenement. Dit vergroot de dynamiek van het spel en stimuleert spelers om zich voortdurend aan te passen en nieuwe strategieën te ontwikkelen. PvP draait dan ook niet alleen om het niveau of de kracht van een personage, maar vooral om inzicht in zowel de eigen klasse als die van anderen.

## PvP Evenementen
Veel online games met PvP-servers organiseren regelmatig speciale PvP-evenementen die zowel samenwerking als rivaliteit tussen spelers stimuleren. Voorbeelden van zulke evenementen zijn grootschalige gildenoorlogen, free-for-all arena’s en competitieve toernooien. Dergelijke evenementen belonen spelers vaak met unieke prijzen of status. In games als MU Online zijn bekende voorbeelden Castle Siege (een gildenoorlog om een kasteel), Chaos Castle (een free-for-all arena) en Illusion Temple, maar vergelijkbare evenementen komen ook voor in andere MMORPG’s.

## PvP-systeemdetails
Veel online games hanteren specifieke systemen voor het afhandelen van schade en zelfverdediging tijdens PvP-gevechten. In sommige spellen wordt schade bijvoorbeeld eerst geabsorbeerd door een extra verdedigingslaag, zoals een schildsysteem, voordat de daadwerkelijke levenspunten (HP) van een personage worden aangetast. Ook zijn er vaak regels omtrent zelfverdediging: spelers kunnen binnen een bepaalde tijd na een aanval reageren, zonder dat dit als ongeoorloofd of strafbaar gedrag wordt beschouwd. MU Online gebruikt bijvoorbeeld het Shield Defense (SD) systeem en een PK-status voor spelers die anderen zonder aanleiding aanvallen, maar vergelijkbare mechanieken komen voor in veel andere MMORPG’s.